# Paweł Szymański
Paweł Szymański (sinh ngày 28 tháng 3 năm 1954 tại Warsaw, Ba Lan) là một nhà soạn nhạc người Ba Lan. Khi còn là sinh viên tại Đại học âm nhạc Fryderyk Chopin, ông học viết nhạc dưới sự hướng dẫn của Włodzimierz Kotoński. Sau đó, ông làm học trò của Roman Haubenstock-Ramanti và Tadeusz Baird.
Âm nhạc của Paweł Szymański tuân thủ kỉ luật kỹ thuật nghiêm ngặt. Chất liệu âm thanh ban đầu của các tác phẩm của ông có nguồn gốc từ các truyền thống trong quá khứ nhưng luôn được xử lý và sáng tác mới mẻ. Bản thân Szymański khi nói về âm nhạc của mình, ông gọi đó là "chủ nghĩa siêu truyền thống". Mặc dù phong cách của ông có nhiều điểm tương đồng với phong cách của một nhà viết nhạc tân cổ điển, Szymański nhấn mạnh phong cách quá khứ trong các tác phẩm của mình. Nhiều tác phẩm của ông cũng chứa ảnh hưởng từ Baroque cũng như ảnh hưởng từ các khúc phóng túng thời Phục hưng. Ông thường sửa đổi các phong cách âm nhạc cổ điển này cho đến khi chúng trở thành trừu tượng và ấn tượng.
Paweł Szymański đã biểu diễn ở nhiều quốc gia bao gồm Đan Mạch, Áo, Nhật Bản và Hoa Kỳ. Ông hiện sống và làm việc tại Warsaw. Các tác phẩm của ông đã được trình diễn bởi nhiều nhóm nhạc bao gồm Silesian String Quartet và Katowice Radio Symphony Orchestra.
Tác phẩm Qudsja Zaher  của ông kể câu chuyện về một người phụ nữ tị nạn đến từ Afghanistan. Cô nhảy khỏi một chiếc thuyền và bị mắc kẹt giữa thế giới lẩn trốn và cuộc sống.

## Giải thưởng
- Cuộc thi Các nhà soạn nhạc trẻ Ba Lan (giải nhất)
- Cuộc thi Các nhà soạn nhạc Benjamin Britten về Partita III

## Danh sách tác phẩm tiêu biểu
- Epitaph (1974)
- Partita I cho dàn nhạc (1976)
- Partita II cho dàn nhạc (1978)
- Gloria (1979)
- Sonata cho dây và bộ gõ (1982)
- Appendix (1983)
- Lux aeterna (1984)
- Two Illusionary Constructions (1984)
- Dwie Etiudy (Two Etudes) cho piano (1986)
- Partita III cho đàn harpsichord khuếch đại và dàn nhạc (1986)
- Partita IV cho dàn nhạc (1987)
- Quasi una Sinfonietta (1990)
- Miserere (1993)
- Piano concerto (1994)
- In Paradisum, thánh ca cho giọng nam (1995)
- Recalling a Serenade (1996)
- Prelude and Fugue cho piano (2000)
- Compartment 2, Car 7 cho vibraphone, violin, viola và cello (2003)
- Qudsja Zaher, opera trong hai màn (2005)
- Singletrack cho piano (2005)
- Gigue cho solo cello (2006)
- a piú corde cho piano và harps (2010)
- ΦΥΛΑΚΤΗΡΙΟΝ (Phylakterion) (2011)
- Sostenuto cho dàn nhạc (2012)
- Dissociative Counterpoint Disorder cho harpsichord (2014)
- Sonata for Viola and Piano (2015)
- Fourteen Points cho dàn nhạc (2018)